# Avishag Semberg
Avishag Semberg (hébreu : אבישג סמברג), née le 16 septembre 2001 à Guedera, Israël, est une taekwondoïste israélienne.

## Biographie
Avishag Semberg est la porte-drapeau de la délégation israélienne aux Jeux olympiques de la jeunesse de 2018 à Buenos Aires.
Elle est médaillée d'or dans la catégorie des moins de 49 kg aux Championnats d'Europe pour catégories olympiques 2020 à Sarajevo.
Avishag Semberg est médaillée de bronze en moins de 49 kg lors des Jeux olympiques de Tokyo en 2021.
Elle remporte la médaille d'argent lors des Championnats d'Europe 2022 des poids mouches (-49 kg) à Manchester, battue en finale par la Turque Merve Dinçel.